# Hataki
Un hataki (叩 き) és un tipus d'eina de neteja domèstica que es va originar al Japó. Consisteix en tires de tela resistents adherides a un pal o bastó i s'utilitza per moure la pols des de les superfícies cap a terra, on es pot escombrar o aspirar.
És similar a un plomall de plomes, no s'ha de confondre amb un ōnusa.